# Manden der elskede Haugesund
|  | Denne artikel er oprettet af botten PalnaBot ud fra en ekstern database. Den kan derfor have sproglige fejl eller mangler. Denne skabelon kan fjernes efter kontrol af indholdet. |

Manden der elskede Haugesund er en dokumentarfilm instrueret af Jon Haukeland, Tore Vollan efter manuskript af Jon Haukeland.

## Handling
Som den eneste jøde i mellemkrigstidens Haugesund vakte den polskfødte Moritz Rabinowitz opsigt i både positiv og negativ forstand. I løbet af få år oparbejdede den driftige tilflytter Norges største konfektionsfabrik, og med hans elegante tøj kom et pust af den store verden til den ellers provinsielle norske sildeby. Men samtidig personificerede Rabinowitz et problem, som op gennem 30'erne kastede stadig tungere skygger ind over Europa, og privat forblev han udelukket fra det bedre borgerskab, indtil han i 1941 blev taget af Gestapo. Gennem arkivmateriale og vidneudsagn tegnes et portræt af en lokal matadors tragiske skæbne, samtidig med at omgivelsernes ambivalente følelser omkring jødespørgsmålet afspejles i spekulationerne omkring Rabinowitz' endeligt.